# Nepál az olimpiai játékokon
Nepál olimpiai történelmében tizenegy nyári- és három téli játékokon vett részt.
Nepál sosem nyert hivatalos olimpiai érmet, de az ország taekwondosa, Bidham Lama 1988-ban, amikor a taekwondo csak bemutató sportág volt, bronzérmet szerzett.
A Nepáli Olimpiai Bizottság 1962-ben alakult meg, a NOB 1963-ban vette fel tagjai közé.